# Sengann mac Dela
Sengann mac Dela lub Seangann mac Deala – mityczny król Irlandii w latach 1243–1238 p.n.e. Syn Deli z ludu Fir Bolg, potomka Nemeda.
Sengann należał do ludu Fir Bolg. Wraz z czterema braćmi, jako wodzowie, przybyli do Irlandii. Bracia podzielili się między sobą wyspą. Sengann i Gann wylądowali nad Inber Dubglaise i podzielili się między sobą Munsterem. Sengann wziął południową, a Gann północną część regionu. Sengann miał żonę o imieniu Anust, z którą miał syna Foidbgena, przyszłego króla Irlandii.
Gdy jego bracia Gann i Genann zmarli w wyniku plagi, Sengann objął po nich rządy nad Irlandią. Rządził wyspą przez pięć lat, kiedy został zabity przez Fiachę Cennfinnana, wnuka jego brata Rudraige'a.